# Wish Bone
Charles Scruggs, conocido como Wish Bone (además de Stratejacket o Big Wish), es un miembro del grupo de rap Bone Thugs-N-Harmony. Nació el 17 de febrero de 1975 en Cleveland, Ohio. El más tranquilo del grupo, es primo de Flesh-N-Bone y de Layzie Bone, miembros también de los Bone Thugs. Ha permanecido en silencio a pesar del éxito en solitario de otros miembros del grupo a finales de los años 90.